# بوتش موريس
بوتش موريس (بالإنجليزية: Butch Morris)‏ هو ملحن أمريكي، ولد في 10 فبراير 1947 في لونغ بيتش في الولايات المتحدة، وتوفي في 29 يناير 2013 في بروكلين في الولايات المتحدة بسبب سرطان الرئة.

## وصلات خارجية
- بوتش موريس على موقع IMDb (الإنجليزية)
- بوتش موريس على موقع ميوزك برينز (الإنجليزية)
- بوتش موريس على موقع أول ميوزيك (الإنجليزية)
- بوتش موريس على موقع ديسكوغز (الإنجليزية)